# Goblin (album)
A Goblin Tyler, the Creator amerikai rapper második stúdióalbuma, amely 2011. május 10-én jelent meg az XL Recordings kiadón keresztül. A Goblinon Tyler folyatja beszélgetését pszichológusával, Dr. TC-vel, akiről először 2009-es albumán, a Bastardon lehetett hallani. Az album szinte összes dalának Tyler volt a producere, míg az Odd Future egyik másik tagja, Left Brain dolgozott a Transylvanián. A lemezen szerepelt Frank Ocean, Hodgy Beats, Jasper Dolphin, Taco, Domo Genesis, Mike G és Syd, akik szintén mind az Odd Future tagjai voltak.
A Goblinról három kislemez jelent meg: a Sandwitches, a Yonkers és a She. A Yonkers a dal, amelynek köszönhetően az Odd Future népszerű lett az interneten és a zeneiparban is. Az albumot méltatták szakértők, a Billboard 200 ötödik helyén debütált.

## Háttér
A Bastard album megjelenése után Tyler leszerződött a brit XL Recordings kiadóval, és bejelentette a Goblin kiadását a Yonkers kislemez után. Earl Sweatshirt, Tyler egyik közeli barátja és az Odd Future tagja, meglepően lemaradt az albumról, mert az időben a Coral Reef Akadémiára járt.

## Zene és dalszöveg
A Goblin követte a Bastard horrorcore hangzását, és visszatért Tyler kitalált pszichológusa, Dr. TC. A második dal, a Yonkers egy erőteljes basszust tartalmazó alapra épült, amely RZA produceri stílusához hasonlít. Tyler kijelentette, hogy az alapot nyolc perc alatt készítette el, azzal a céllal, hogy a New York-i stílust parodizálja. A Radicals dal fiatalkori lázadásról beszél, a refrénben szerepel a „Kill people, burn shit, fuck school” sor, amely korábban helyet kapott Earl Sweatshirt 2010-es Earl című mixtape-jén, a Pigions dalon. Pranav Trewn (Stereogum) azt mondta a dalról, hogy „nem a bosszú himnusza, hanem inkább az önfeláldozásé. Minden mást el kell pusztítanod, hogy megismerd, mi maradt belőled.” A Bitch Suck Dick egy trap-paródia, amelyen sztereotip nőgyűlölő szövegeket lehet hallani Jasper Dolphintól és Tacótól, a Bastard Tinájához és a Wolf Trashwangjéhez hasonlóan. Az album utolsó számán, a Goldenen kiderül, hogy Dr. TC igazából csak Tyler öntudata, és mindenki, akivel kommunikált, csak a képzeletében létezett.

## Kiadás
2010. október 8-án Tyler és Hodgy ingyen kiadták a Sandwitches dalt az Odd Future hivatalos weboldalán. 2011. február 10-én Tyler kiadta a Yonkers kislemez videóklipjét. Négy nappal később megjelentetett egy hosszabb verziót az iTunes-on, a Sandwitches meghosszabbított kiadásával együtt. Február 16-án Hodgyval előadták közös dalukat a Late Night with Jimmy Fallonon, amely az első alkalom volt, hogy az Odd Future bármely tagja televíziós műsorban szerepelt. Egy hónappal később, március 16-án Tyler és Hodgy előadták a Yonkerst és a Sandwitchest a mtvU Woodie Awards díjátadón az Odd Future másik tagjaival. Ugyanezen a napon Tyler megosztotta a Tron Cat egy részletét online. Ugyanebben a hónapban bemutatta az album borítóját, amelyen egy színezett kép volt látható Buffalo Billről, 19 éves korából és, amely Tyler MTV-fellépése háttereként is szolgált. Március 24-én megosztotta a számlistát a Twitteren.
2011. március 17-én Tyler egy videóban bejelentette a Goblin megjelenési dátumát, a „Fuck 2DopeBoyz & NahRight” felirattal díszített weboldalán, amely két blogra utalt, amelyek szerinte nem adtak neki elég figyelmet pályafutása elején.
A Goblin deluxe kiadása is megjelent, más borítóval, szövegekkel, és három korábban kiadatlan dallal. A borítót április 4-én mutatta be. Április 21-én több képet is megosztott egy videóklip forgatási helyszínéről, majd másnap bejelentette, hogy el is készült. Április 22-én Tyler kiadott egy videót, amelyben Thurnis Haley golfozó karakterét játszotta. Április 28-án kiszivárgott a Tron Cat. Május 3-án Tyler és Hodgy előadták a Sandwitchest és az Analogot a BBC-n. Az album harmadik kislemeze, a She, 2011 májusában jelent meg Frank Ocean közreműködésével, amit 2011 júniusában egy videóklip követett. Októberben megjelent az utolsó videóklip a lemezhez, a Bitch Suck Dick dallal.

## Kritika
A Goblint méltatták a szakértők. A Metacritic összesítő weboldalon 100 pontból 72-t érdemelt ki, 37 kritika alapján. Az AnyDecentMusic? 10-ből 7,3-as értékelést adott neki.
Jon Dolannek (Rolling Stone) tetszettek az album „buja, R&B-színezte dalai,” a „korai Eminemhez hasonló gonosz” szövegekkel. David Jeffries (AllMusic) megjegyezte, hogy „Tyler produceri munkája ugyanannyira vonzó, mint mindig, szembeállítva az undorító rímjeit és zord hangját, szelíd, esetekben higgadt alapokkal.” Brad Wete (Entertainment Weekly) azt írta, hogy „kár, hogy Kanye – aki egyébként rajongója is – elhasználta a címet tavaly ősszel, mert a Goblin egy Beautiful Dark Twisted Fantasy.” A Slant Magazine szakértője, Huw Jones méltatta a produceri munkát, kijelentve, hogy a „Goblin könnyen lehet, hogy az évtized egyik legfontosabb albuma lesz... egy mestermű azok számára, akik el tudják fogadni” tartalmát. Ugyan Jen Long (BBC) élvezte Tyler hasonlóságát Eminem sokkoló szövegeihez, sokan kritizálták. Joshua Errett (Now) volt az egyik, kijelentve, hogy „Eminem ezt már megcsinálta 15 éve.” Louis Pattison (NME) szerint annyira jó volt az album, hogy megjelenése után nem maradhat kérdés, „hogy az Odd Future vezére ritka tehetség.”
Evan Rytlewski (The A.V. Club) véleménye szerint, ugyan az album „a felszínen rámenősnek és esetlennek tűnik, a Goblin egy tudatosan elkészített műremek, az egyik legprovokatívabb, amelyet független rapperektől hallottunk az elmúlt években.” Scott Plagenhoef (Pitchfork) szerint Tyler „agyszüleményei és az, hogy képtelen szűrni szövegeit még mindig nagy probléma elég sok – ha nem minden – hallgatónak. Aljasak és hitványak, ami részben köthető a gengszter és street rap hosszú és szerencsétlen történelméhez. Részei viszont egy nagyobb, karakterek által mozgatott történetnek – egy engedély, amit gyakran megadunk vizuális művészeteknek, filmeknek és az irodalomnak, de ritkán a popzenének.” Max Feldman (PopMatters) egyetértett: „egy olyan szomorú dolog, amely megakadályozná, hogy azért hallgassuk a Goblint, ami igazából: egy nagy kanálnyi bámulatos hiphopgyógyszer, a legnyugtalanítóbb, leghiperreálisabb humorral, amit valaha fogsz hallani.” Chris Martins (Spin) azt írta, hogy „20 perc túl hosszú az egész? Valószínűleg. De a külső beleszólás egyértelmű hiánya bebizonyítja, hogy Tyler auteur státusza megmarad. [...] Most talán belekezdhetne azon dolgozni, hogy megnyerje azt a Grammyt.” Randal Roberts (Los Angeles Times) szerint Tyler ugyanazt csinálja, mint „Elvis, Johnny Rotten, Chuck D és Eminem,” és „ötven perc után csak azt akarod, hogy Tyler, the Creator fogja be.”

## Visszatekintés
Egy 2018-as GQ-interjúban Tyler azt mondta a Goblinról, hogy „borzasztó.” Kijelentette, hogy ha tehetné, csak hét dalt tartana meg a lemezről: a Yonkerst, a She-t, a Nightmare-t, a Tron Catet, a Fish-t, az Analogot és az AU79-t.

## Számlista
| Goblin | Goblin                                                                     | Goblin                                               | Goblin | Goblin | Goblin | Goblin | Goblin | Goblin | Goblin |
|        | Cím                                                                        | Szerző(k)                                            | Hossz  |        |        |        |        |        |        |
| ------ | -------------------------------------------------------------------------- | ---------------------------------------------------- | ------ | ------ | ------ | ------ | ------ | ------ | ------ |
| 1.     | Goblin                                                                     | Tyler Okonma                                         | 6:48   |        |        |        |        |        |        |
| 2.     | Yonkers                                                                    | Okonma                                               | 4:09   |        |        |        |        |        |        |
| 3.     | Radicals                                                                   | Okonma                                               | 7:18   |        |        |        |        |        |        |
| 4.     | She (Frank Ocean közreműködésével)                                         | Okonma Christopher Breaux                            | 4:13   |        |        |        |        |        |        |
| 5.     | Transylvania                                                               | Okonma Vyron Turner                                  | 3:12   |        |        |        |        |        |        |
| 6.     | Nightmare                                                                  | Okonma                                               | 5:22   |        |        |        |        |        |        |
| 7.     | Tron Cat                                                                   | Okonma                                               | 4:13   |        |        |        |        |        |        |
| 8.     | Her                                                                        | Okonma                                               | 3:31   |        |        |        |        |        |        |
| 9.     | Sandwitches (Hodgy Beats közreműködésével)                                 | Okonma Gerard Long                                   | 4:51   |        |        |        |        |        |        |
| 10.    | Fish                                                                       | Okonma Breaux                                        | 6:19   |        |        |        |        |        |        |
| 11.    | Analog (Hodgy Beats közreműködésével)                                      | Okonma Long                                          | 2:54   |        |        |        |        |        |        |
| 12.    | Bitch Suck Dick (Jasper Dolphin és Taco közreműködésével)                  | Okonma Davon Wilson Travis Bennett                   | 3:36   |        |        |        |        |        |        |
| 13.    | Window (Domo Genesis, Frank Ocean, Hodgy Beats és Mike G közreműködésével) | Okonma Dominique Cole Breaux Long Michael Griffin II | 8:00   |        |        |        |        |        |        |
| 14.    | AU79 (hangszeres)                                                          | Okonma                                               | 3:40   |        |        |        |        |        |        |
| 15.    | Golden                                                                     | Okonma                                               | 5:43   |        |        |        |        |        |        |
| 73:49  |                                                                            |                                                      |        |        |        |        |        |        |        |

| Deluxe edition | Deluxe edition                        | Deluxe edition | Deluxe edition | Deluxe edition | Deluxe edition | Deluxe edition | Deluxe edition | Deluxe edition | Deluxe edition |
|                | Cím                                   | Szerző(k)      | Hossz          |                |                |                |                |                |                |
| -------------- | ------------------------------------- | -------------- | -------------- | -------------- | -------------- | -------------- | -------------- | -------------- | -------------- |
| 16.            | Burger (Hodgy Beats közreműködésével) | Okonma Long    | 3:49           |                |                |                |                |                |                |
| 17.            | Untitled 63 (instrumental)            | Okonma         | 1:06           |                |                |                |                |                |                |
| 18.            | Steak Sauce                           | Okonma         | 3:22           |                |                |                |                |                |                |
| 82:06          |                                       |                |                |                |                |                |                |                |                |

Megjegyzések
- Fish: része a Boppin’ Bitch rejtett dal

## Közreműködők
- Tyler, the Creator (Wolf Haley néven) – producer, vokál (összes)
- Left Brain – producer (5)
- Syd tha Kyd – keverés, további vokál (3, 7, 10, 15)
- Taco – további vokál (3, 6)
- Frank Ocean – további vokál (10)
- Brian Gardner – maszterelés

## Slágerlista
A Goblin a Billboard 200 ötödik helyén debütált, az első hetében 45 ezer példányban kelt el az Egyesült Államokban. 2013 áprilisáig 230 ezret adtak el az albumból. 2018. január 30-án arany minősítést kapott az Amerikai Hanglemezgyártók Szövetségétől. Az Egyesült Királyságban 2012-ig 25 ezer példányban kelt el.
| Slágerlista (2011)                       | Legmagasabb pozíció |
| ---------------------------------------- | ------------------- |
| Ausztrália (ARIA Albums)                 | 66                  |
| Belgium (Ultratop Flandria)              | 62                  |
| Dánia (Hitlisten Album Top 40)           | 13                  |
| Egyesült Királyság (UK Albums Chart)     | 21                  |
| Egyesült Királyság (UK R&B Albums)       | 2                   |
| Hollandia (Dutch Charts Album Top 100)   | 20                  |
| Írország (IRMA)                          | 44                  |
| Japán (Oricon)                           | 147                 |
| Kanada (Billboard Canadian Albums Chart) | 16                  |
| Németország (Offizielle Top 100)         | 97                  |
| Norvégia (VG-lista Album Top 40)         | 12                  |
| USA Billboard 200                        | 5                   |
| USA Top R&B/Hip-Hop Albums (Billboard)   | 1                   |

| Slágerlista (2011)                    | Pozíció |
| ------------------------------------- | ------- |
| US Top R&B/Hip-Hop Albums (Billboard) | 53      |

| Slágerlista (2012)                    | Pozíció |
| ------------------------------------- | ------- |
| US Top R&B/Hip-Hop Albums (Billboard) | 70      |

## Minősítések
| Régió                                                            | Minősítés | Eladott példányszám |
| ---------------------------------------------------------------- | --------- | ------------------- |
| Egyesült Államok (RIAA)                                          | arany     | 500 000‡            |
| Egyesült Királyság (BPI)                                         | arany     | 100 000‡            |
| Kanada (Music Canada)                                            | arany     | 40 000‡             |
| ‡ Eladási+streaming példányszámok kizárólag a minősítés alapján. |           |                     |